# En liten bok om Hasse: Hasse Ekman som filmregissör
En liten bok om Hasse: Hasse Ekman som filmregissör är en bok av Leif Furhammar och Jannike Åhlund, utgiven 1993.
Boken avhandlar tolv av Hasse Ekmans fyrtioen filmer som regissör, från 1940 till 1964. Den innehåller också den intervju som Jannike Åhlund gjorde med Hasse Ekman 1993, Ekmans kompletta filmografi samt förord av regissörskollegan Ingmar Bergman. 

## Filmerna som avhandlas i boken
- Med dej i mina armar (1940)
- Lågor i dunklet (1942)
- Ombyte av tåg (1943)
- Kungliga patrasket (1945)
- Vandring med månen (1945)
- Medan porten var stängd (1946)
- Banketten (1948)
- Flickan från tredje raden (1949)
- Flicka och hyacinter (1950)
- Den vita katten (1950)
- Sjunde himlen (1956)
- Ratataa (1956)